# Mónica (historieta de Vázquez)
Mónica fue una serie de historietas de Manuel Vázquez, publicada en el suplemento infantil El Pequeño País en 1994 (números 666 a 675).

## Argumento
Mónica se muestra como una niña solitaria y crítica, que difícilmente se integra con sus compañeros de colegio. Al igual que Gugú o Hermenegilda, entabla contacto con seres fantásticos (un hada o un extraterrestre).

## Valoración
En opinión del crítico Enrique Martínez Peñaranda, Mónica recuerda a la Mafalda de Quino, pero sin su contenido político-social.
Como el resto de las series publicadas por Vázquez en El Pequeño País, destaca por la aplicación manual del color.